# DETA Air
DETA Air war eine Frachtfluggesellschaft aus Kasachstan.

## Flotte
DETA Air setzte folgende Flugzeugtypen ein:
- Boeing 737
- Iljuschin Il-62
- McDonnell Douglas DC-10

## Zwischenfälle
DETA Air wurde am 13. Juli 2009 auf die Liste der Betriebsuntersagungen für den Luftraum der Europäischen Union gesetzt.

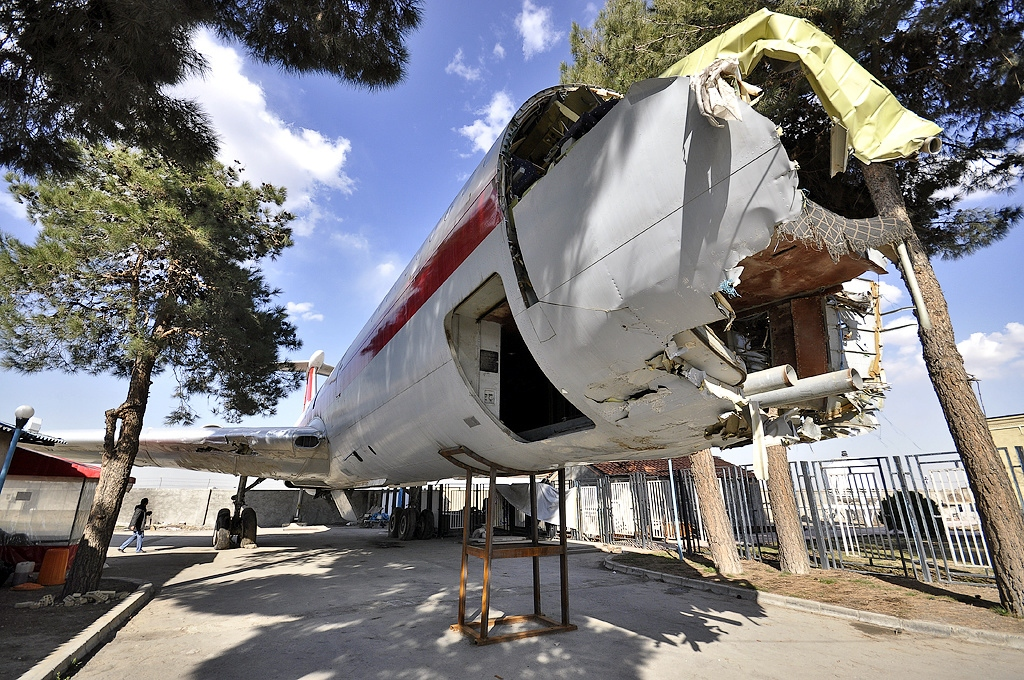
Die zerstörte Iljuschin Il-62

- Am 24. Juli 2009 um 18:10 Uhr wurde auf dem Mashhad International Airport bei ihrer Landung eine im Jahr 1989 gebaute, aber wenig geflogene Iljuschin Il-62 mit dem Kennzeichen UP-16208, geleast von der Aria Air, zerstört. Dabei kamen 17 Personen einschließlich CEO Mehdi Dadpei, dessen Sohn und 13 Besatzungsmitglieder ums Leben; weitere 19 wurden verletzt.[4][5] Ursache war, dass der Pilot die Maschine relativ spät und zu schnell (mit 317 km/h statt der zulässigen 250 km/h) auf der 3800 Meter langen Landebahn 13L aufsetzte. Dadurch überrollte die Maschine das Ende der Landebahn und prallte etwa 1000 Meter später gegen einen Erdwall, wobei die vordere Rumpfsektion zerstört wurde. Die Maschine wurde erst im Mai 2009 an die Fluggesellschaft verleast und gehörte früher zum Bestand der Interflug (Kennzeichen DDR-SEY) (siehe auch Aria-Air-Flug 1525).[6]